# Carlo Antonio Manzini
Pour les articles homonymes, voir Manzini (homonymie).
Conte Carlo Antonio Manzini (1600–1677) est un mathématicien et astronome italien (son nom est parfois écrit Mangini ou Mansini).

## Biographie

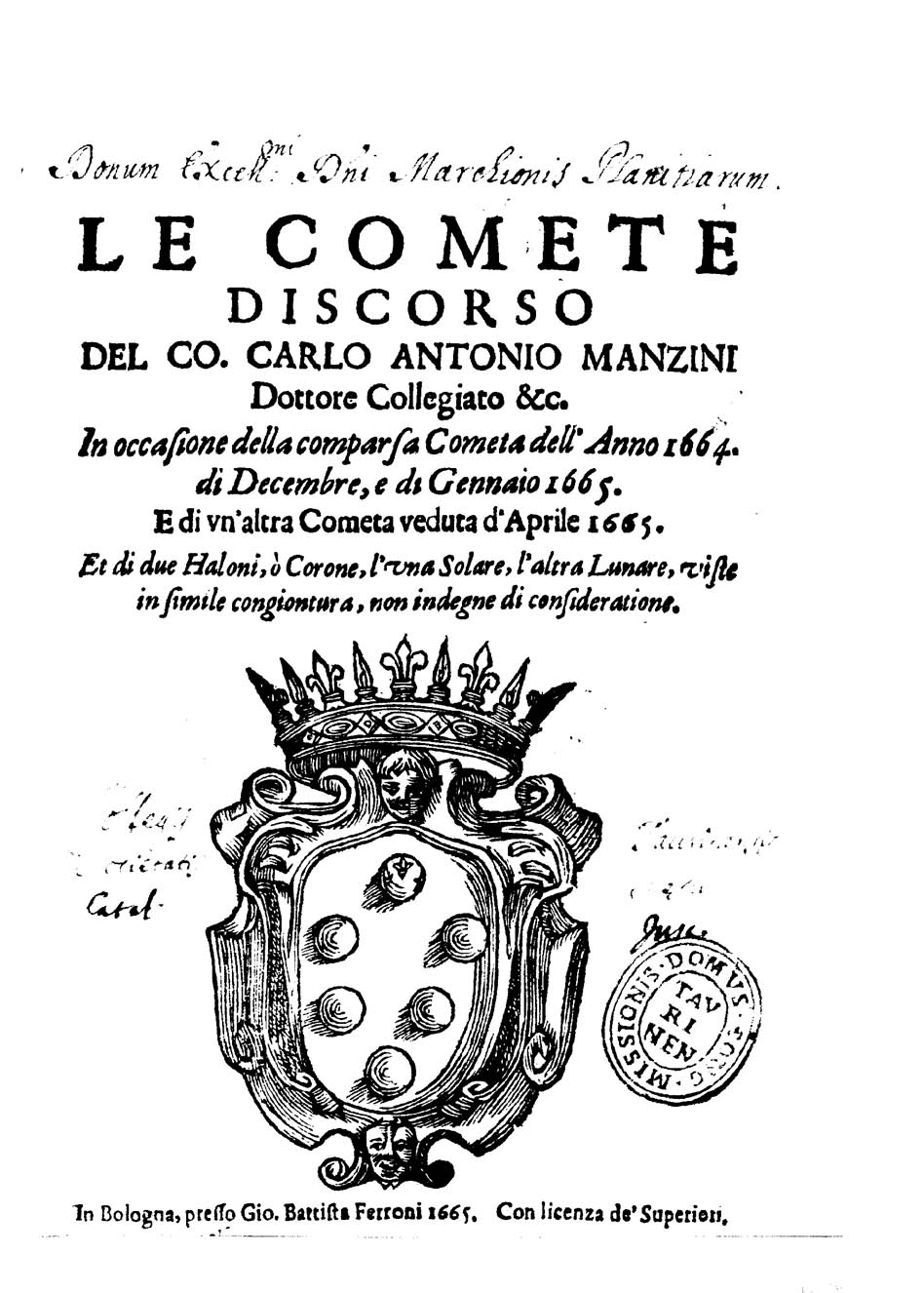
Le comete, 1665

Carlo Antonio Manzini faisait partie de la noblesse de Bologne . Son frère cadet, Luigi Manzini (1604 -1657), est un théologien et écrivain italien .
En 1626 il publie Tabulae primi mobilis: quibus nova dirigendi ars et praecipuè circuli positionis inventio, non minus facilis quam exacta ostenditur. Ce volume présente des tables pour la construction de thèmes astrologiques.
Son œuvre de 1660 L'occhiale all'occhio, dioptrica practica est l'un des témoignages les plus anciens sur la fabrication de lentilles optiques par meulage et polissage.
Admirateur de Galilée, dont il écrivit un éloge, Carlo Antonio Manzini appartint à l'académie florentine des Apatisti où il prononça en particulier deux discours sur le vide .
Manzini est défini par Riccioli dans l’Almagestum Novum comme « Philosophiæ doctor et astronomiæ peritissimus meique amicissimus » (p. XXXII). Le cratère Manzinus (en) sur la Lune est nommé en son honneur.

### Œuvres de Carlo Antonio Manzini
- Carlo Antonio Manzini - Tabulae primi mobilis: quibus nova dirigendi ars et praecipuè circuli positionis inventio, non minus facilis quam exacta ostenditur - Bologne, 1926
- Carlo Antonio Manzini - L'occhiale all'occhio. Dioptrica pratica - Bologne, 1660

### Sources et bibliographie secondaire
- Gian Luigi Betti - Le vide dans deux discours de Carlo Antonio Manzini, in: E. Festa, V. Jullien et M. Torrini, éd. - Géométrie, atomisme et vide dans l'école de Galilée - ENS Éditions Fontenay/Saint-Cloud - page 153 et suiv.
- Luigi Matt - Carlo Antonio Manzini - Dizionario biografico degli Italiani - Volume 69 (2007) - L'Enciclopedia Italiana Treccani